# Netelia pharaonum
Netelia pharaonum är en stekelart som först beskrevs av Otto Schmiedeknecht 1910.  Netelia pharaonum ingår i släktet Netelia och familjen brokparasitsteklar. Inga underarter finns listade i Catalogue of Life.